# Sphex finschii
Sphex finschii là một loài côn trùng cánh màng trong họ Sphecidae, thuộc chi Sphex. Loài này được Kohl miêu tả khoa học đầu tiên năm 1890.

## Hình ảnh

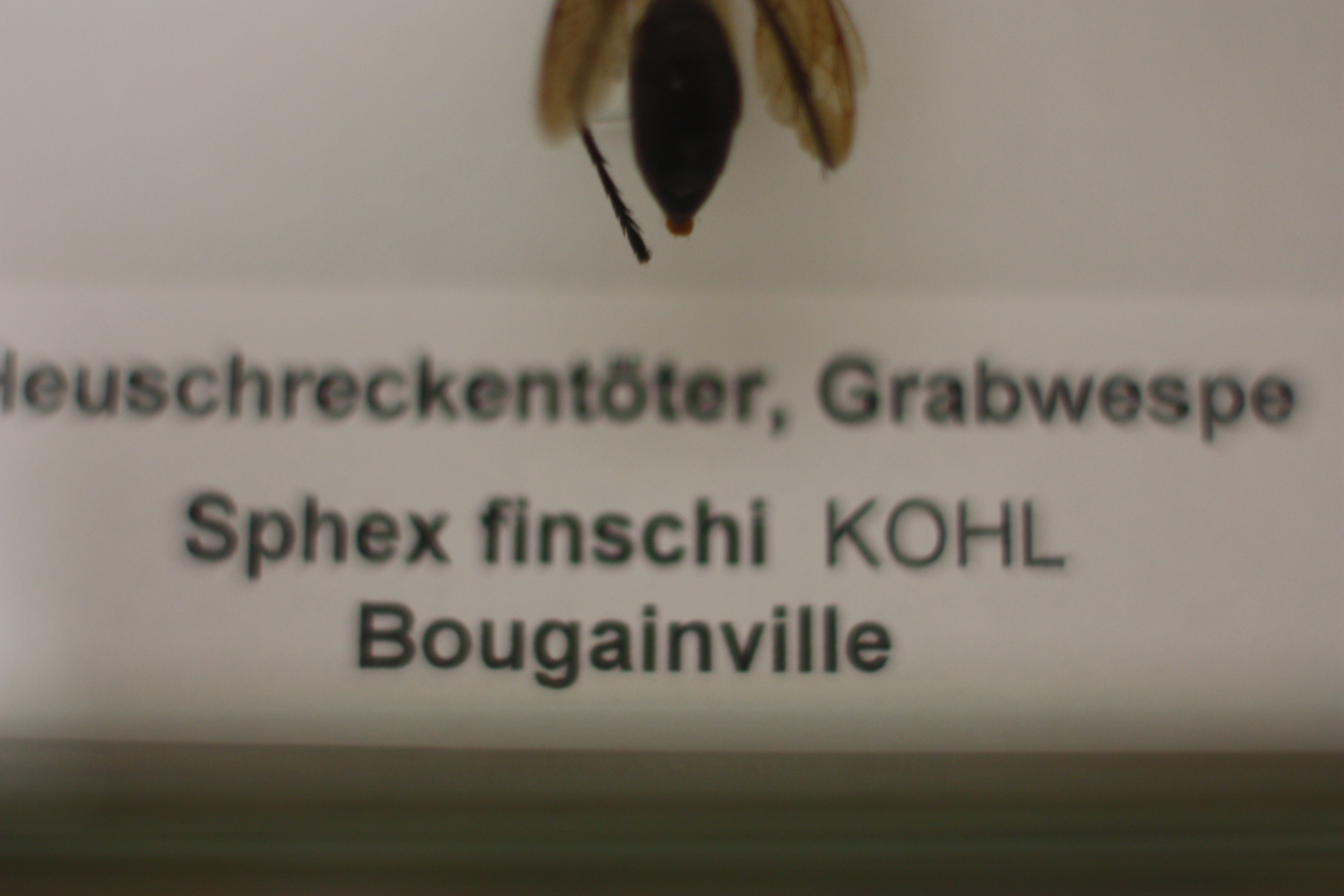
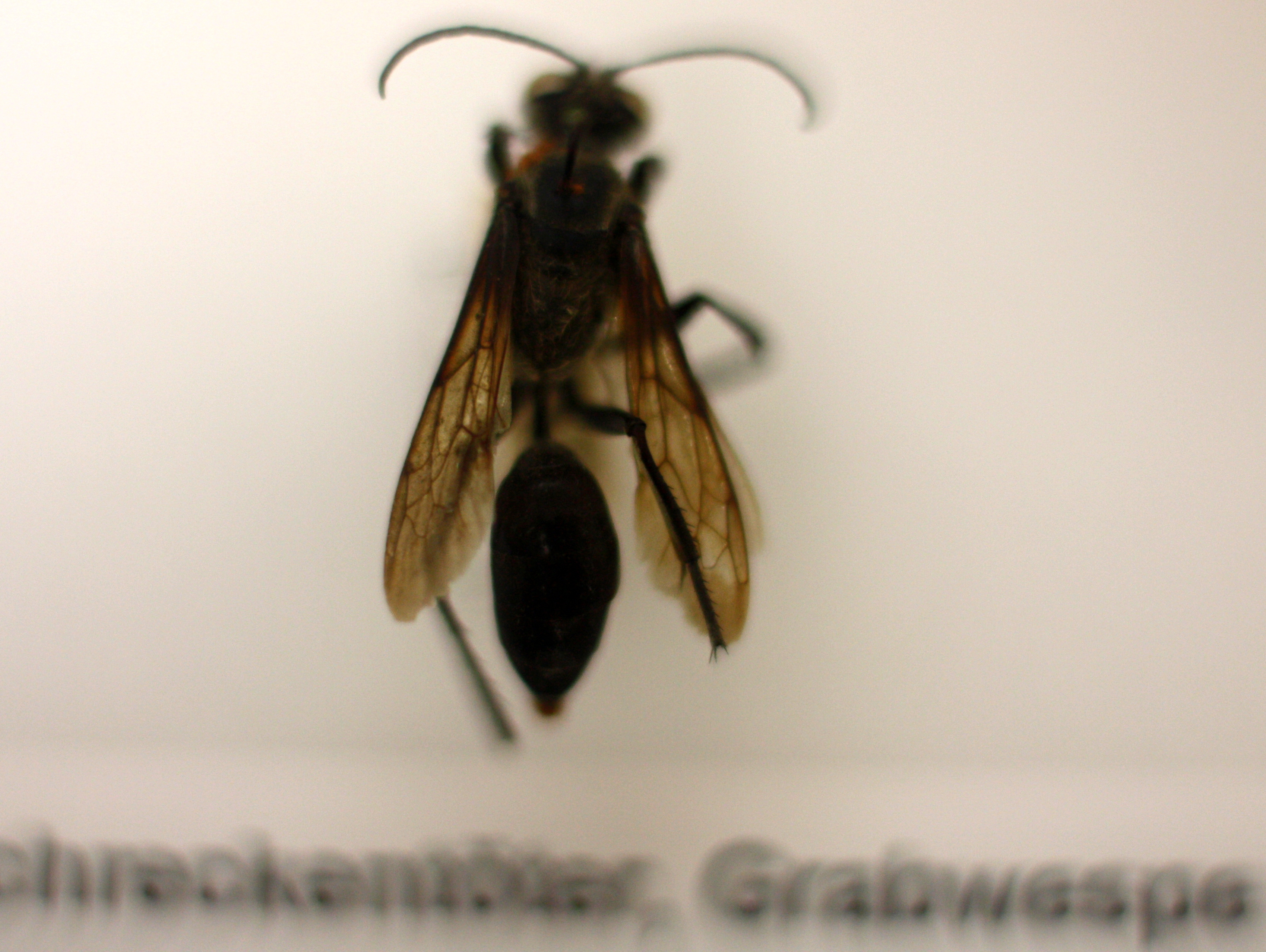
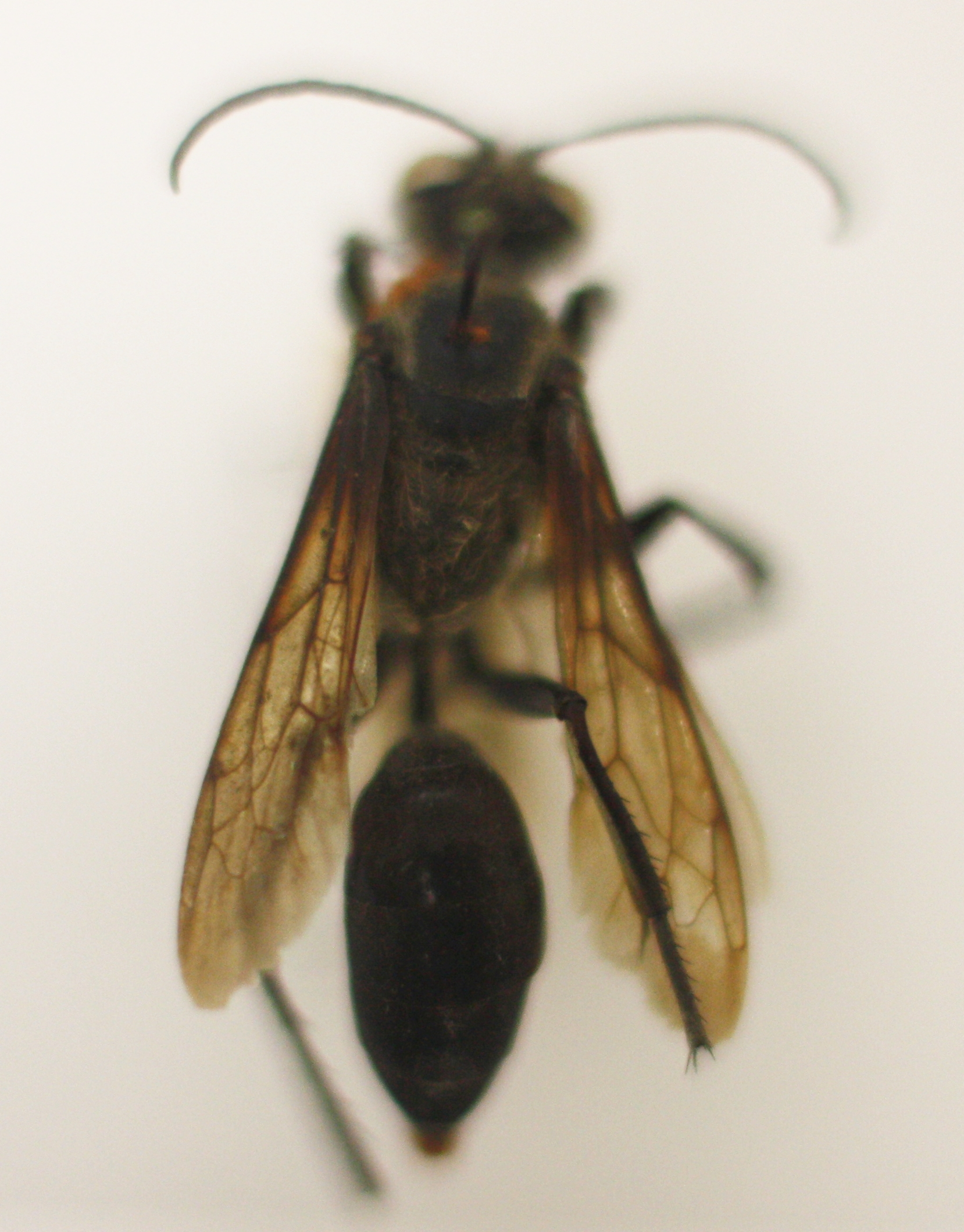
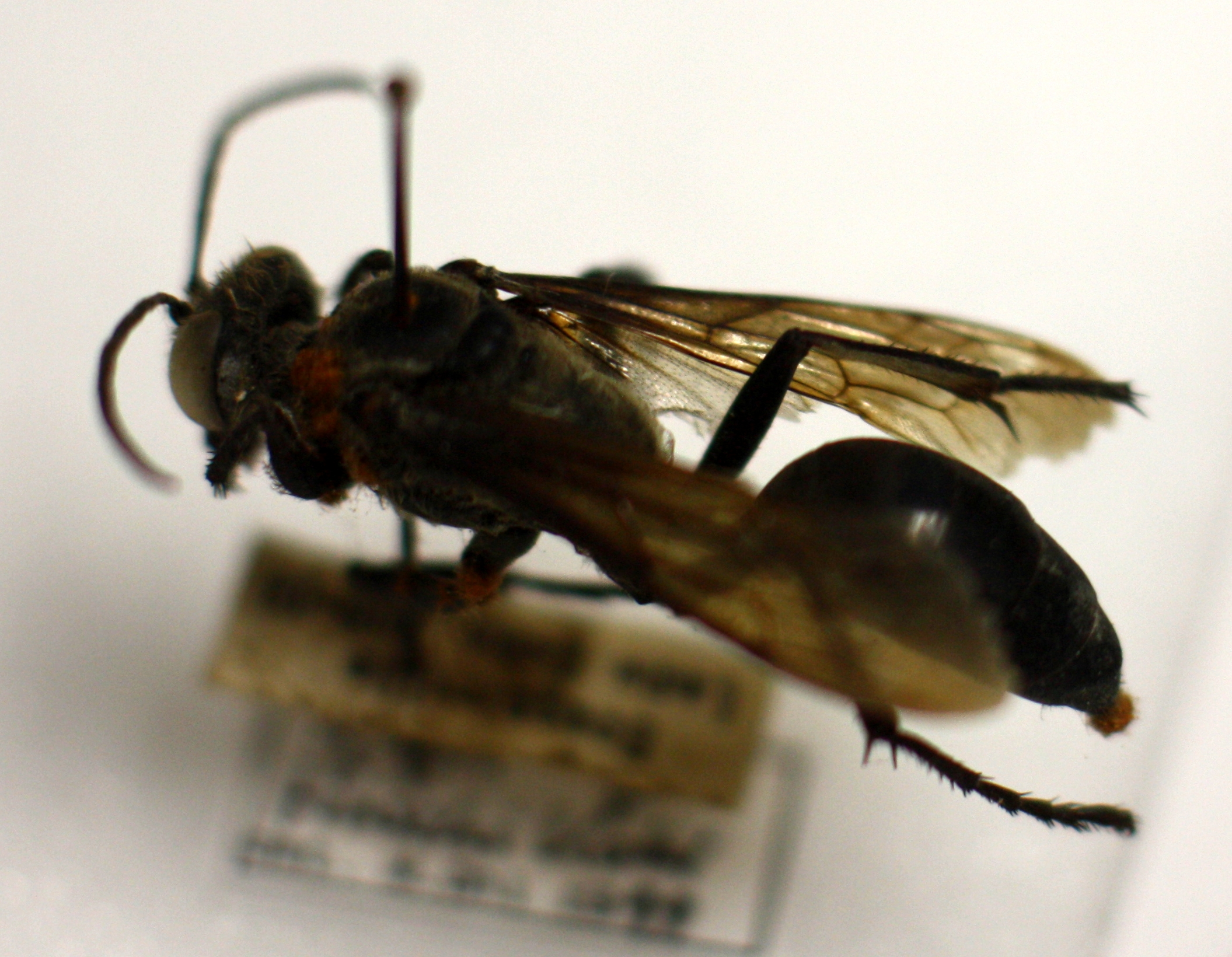